# نهولونبوی
نهولونبوی (به انگلیسی: Nhulunbuy) شهرکی واقع در ایالت قلمرو شمالی در استرالیاست.

## آب و هوا
| داده‌های اقلیم نهولونبوی | داده‌های اقلیم نهولونبوی | داده‌های اقلیم نهولونبوی | داده‌های اقلیم نهولونبوی | داده‌های اقلیم نهولونبوی | داده‌های اقلیم نهولونبوی | داده‌های اقلیم نهولونبوی | داده‌های اقلیم نهولونبوی | داده‌های اقلیم نهولونبوی | داده‌های اقلیم نهولونبوی | داده‌های اقلیم نهولونبوی | داده‌های اقلیم نهولونبوی | داده‌های اقلیم نهولونبوی | داده‌های اقلیم نهولونبوی |
| ماه                     | ژانویه                  | فوریه                   | مارس                    | آوریل                   | مه                      | ژوئن                    | ژوئیه                   | اوت                     | سپتامبر                 | اکتبر                   | نوامبر                  | دسامبر                  | سال                     |
| ----------------------- | ----------------------- | ----------------------- | ----------------------- | ----------------------- | ----------------------- | ----------------------- | ----------------------- | ----------------------- | ----------------------- | ----------------------- | ----------------------- | ----------------------- | ----------------------- |
| سابقهٔ بیش‌ترین °C (°F)   | ۳۵٫۷ (۹۶)               | ۳۵٫۶ (۹۶)               | ۳۵٫۷ (۹۶)               | ۳۵٫۶ (۹۶)               | ۳۴٫۰ (۹۳)               | ۳۲٫۳ (۹۰)               | ۳۱٫۲ (۸۸)               | ۳۳٫۴ (۹۲)               | ۳۴٫۶ (۹۴)               | ۳۷٫۸ (۱۰۰)              | ۳۷٫۳ (۹۹)               | ۳۵٫۳ (۹۶)               | ۳۷٫۸ (۱۰۰)              |
| میانگین بیش‌ترین °C (°F) | ۳۲٫۰ (۹۰)               | ۳۱٫۷ (۸۹)               | ۳۱٫۵ (۸۹)               | ۳۱٫۵ (۸۹)               | ۳۰٫۵ (۸۷)               | ۲۹٫۵ (۸۵)               | ۲۸٫۶ (۸۳)               | ۲۹٫۰ (۸۴)               | ۲۹٫۸ (۸۶)               | ۳۰٫۹ (۸۸)               | ۳۱٫۹ (۸۹)               | ۳۲٫۴ (۹۰)               | ۳۰٫۷۷ (۸۷٫۴)            |
| میانگین کم‌ترین °C (°F)  | ۲۵٫۵ (۷۸)               | ۲۵٫۲ (۷۷)               | ۲۴٫۹ (۷۷)               | ۲۴٫۰ (۷۵)               | ۲۳٫۲ (۷۴)               | ۲۱٫۵ (۷۱)               | ۲۰٫۵ (۶۹)               | ۱۹٫۹ (۶۸)               | ۲۱٫۱ (۷۰)               | ۲۲٫۹ (۷۳)               | ۲۵٫۱ (۷۷)               | ۲۵٫۹ (۷۹)               | ۲۳٫۳۱ (۷۴)              |
| سابقهٔ کم‌ترین °C (°F)    | ۲۰٫۵ (۶۹)               | ۲۲٫۰ (۷۲)               | ۱۷٫۲ (۶۳)               | ۲۰٫۵ (۶۹)               | ۱۷٫۳ (۶۳)               | ۱۵٫۵ (۶۰)               | ۱۴٫۶ (۵۸)               | ۱۴٫۰ (۵۷)               | ۱۶٫۳ (۶۱)               | ۱۵٫۱ (۵۹)               | ۲۰٫۰ (۶۸)               | ۲۱٫۲ (۷۰)               | ۱۴ (۵۷)                 |
| بارندگی میلی‌متر (اینچ)  | ۲۳۳٫۹ (۹٫۲۱)            | ۲۴۱٫۷ (۹٫۵۲)            | ۲۶۰٫۶ (۱۰٫۲۶)           | ۲۳۷٫۱ (۹٫۳۳)            | ۸۳٫۹ (۳٫۳)              | ۱۷٫۸ (۰٫۷)              | ۱۳٫۳ (۰٫۵۲)             | ۴٫۱ (۰٫۱۶)              | ۴٫۲ (۰٫۱۷)              | ۱۲٫۰ (۰٫۴۷)             | ۲۷٫۰ (۱٫۰۶)             | ۱۸۹٫۹ (۷٫۴۸)            | ۱٬۳۰۵٫۳ (۵۱٫۳۹)         |
| میانگین روزهای بارانی   | ۱۵٫۱                    | ۱۵٫۶                    | ۱۵٫۵                    | ۱۲٫۵                    | ۸٫۹                     | ۵٫۷                     | ۴٫۴                     | ۲٫۲                     | ۱٫۲                     | ۱٫۶                     | ۲٫۷                     | ۹٫۷                     | ۹۵٫۱                    |
| منبع:                   |                         |                         |                         |                         |                         |                         |                         |                         |                         |                         |                         |                         |                         |